# Grýtubakkahreppur

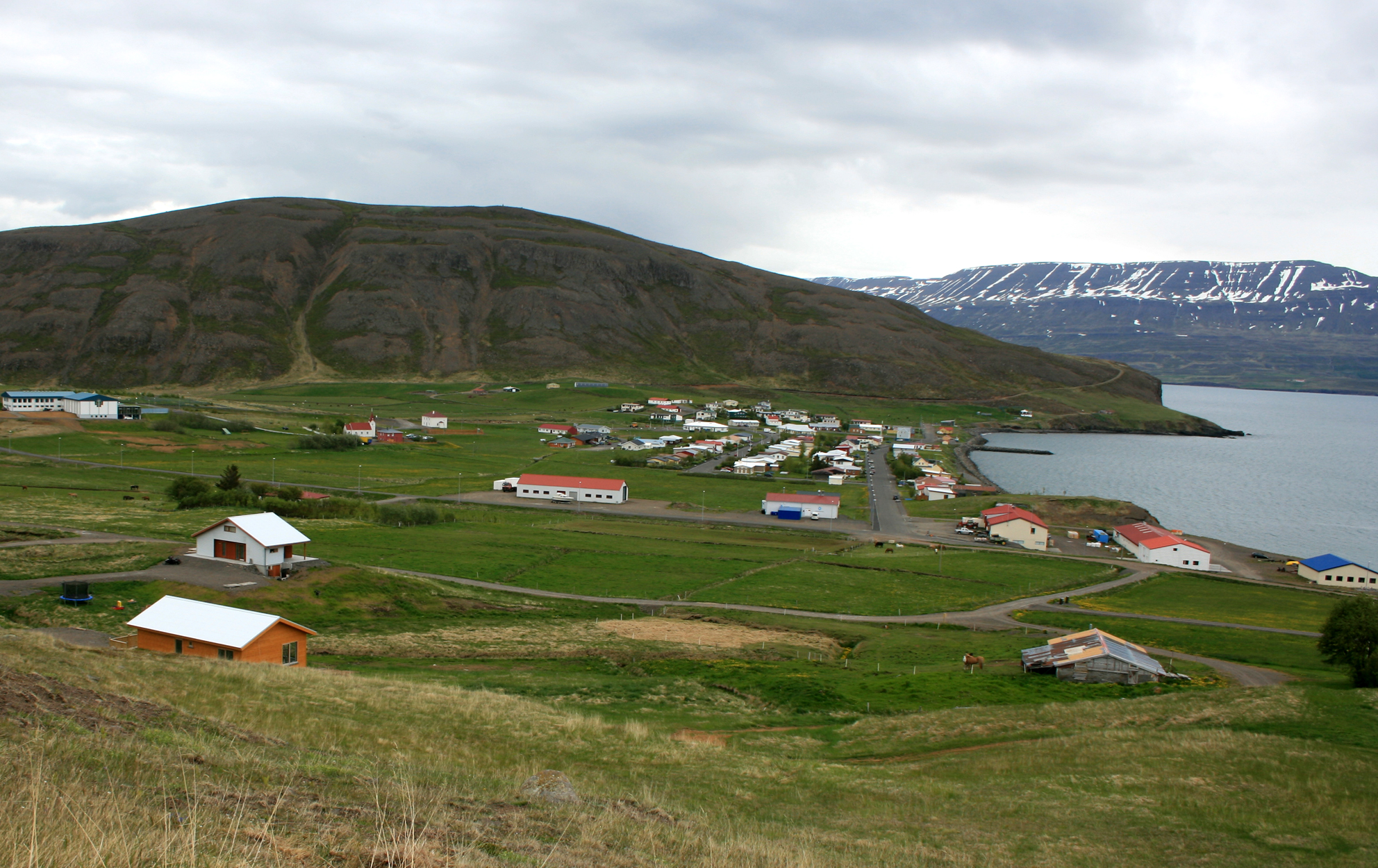
Byn Grenivík ligger i kommunen.

Grýtubakkahreppur är en kommun belägen i nordöstra Island.